# کوه بانکول

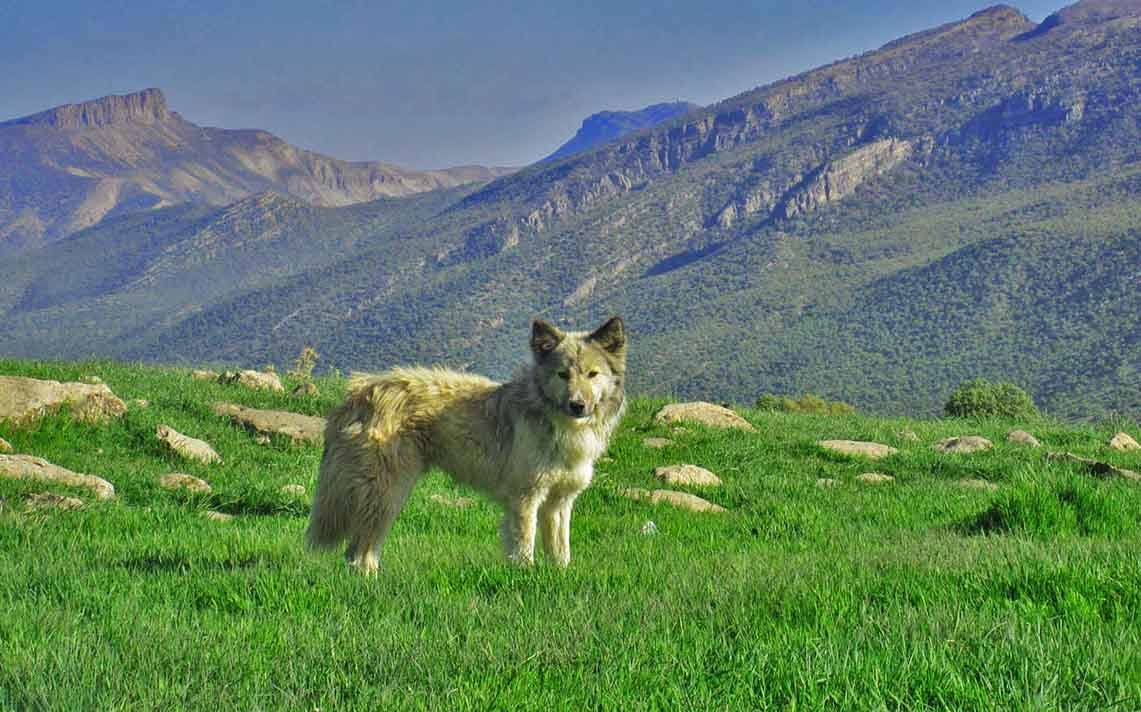
نمایی از طبیعت بانکول کارزان

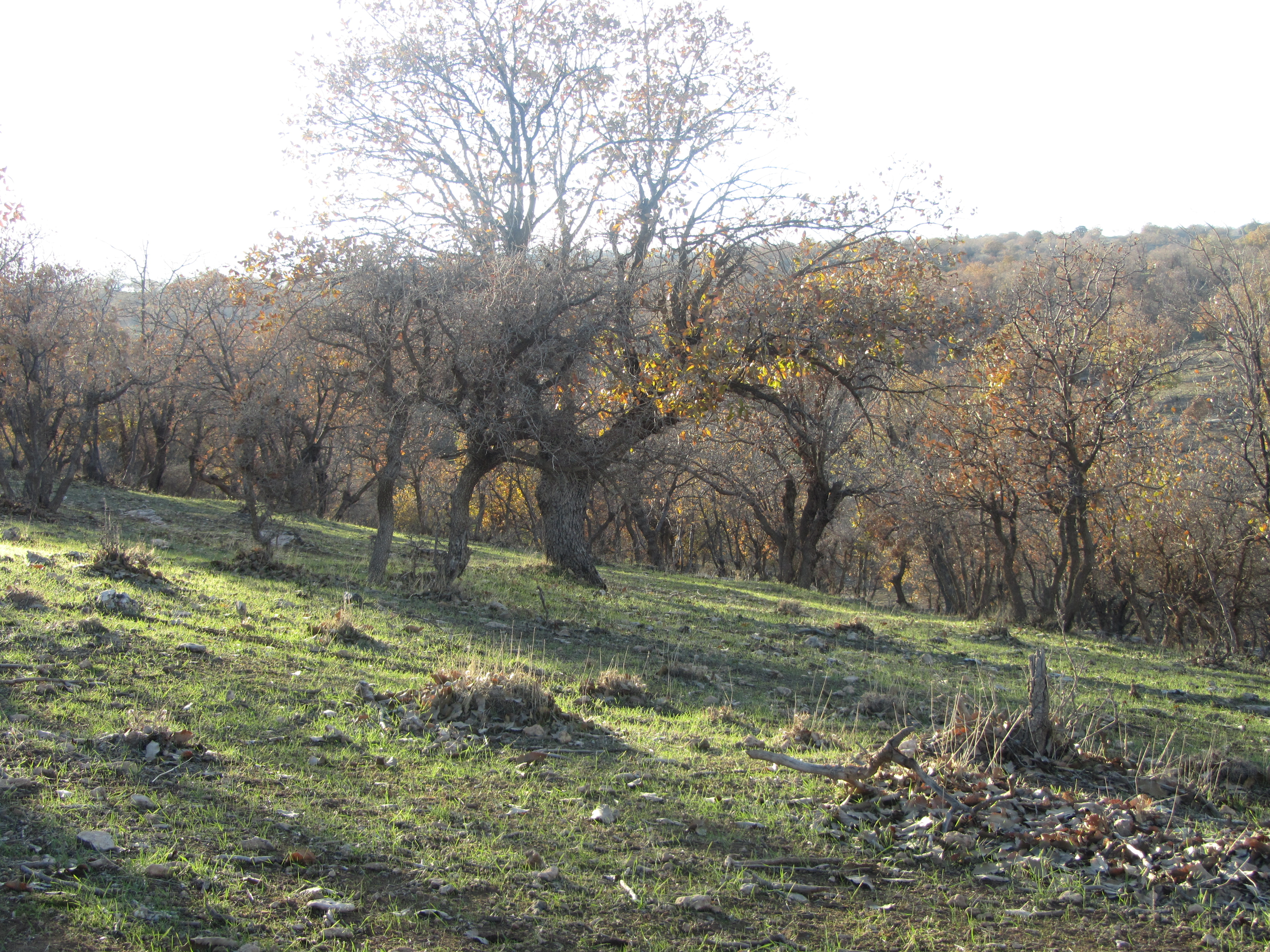
نمایی از طبیعت پاییز بانکول گدمه

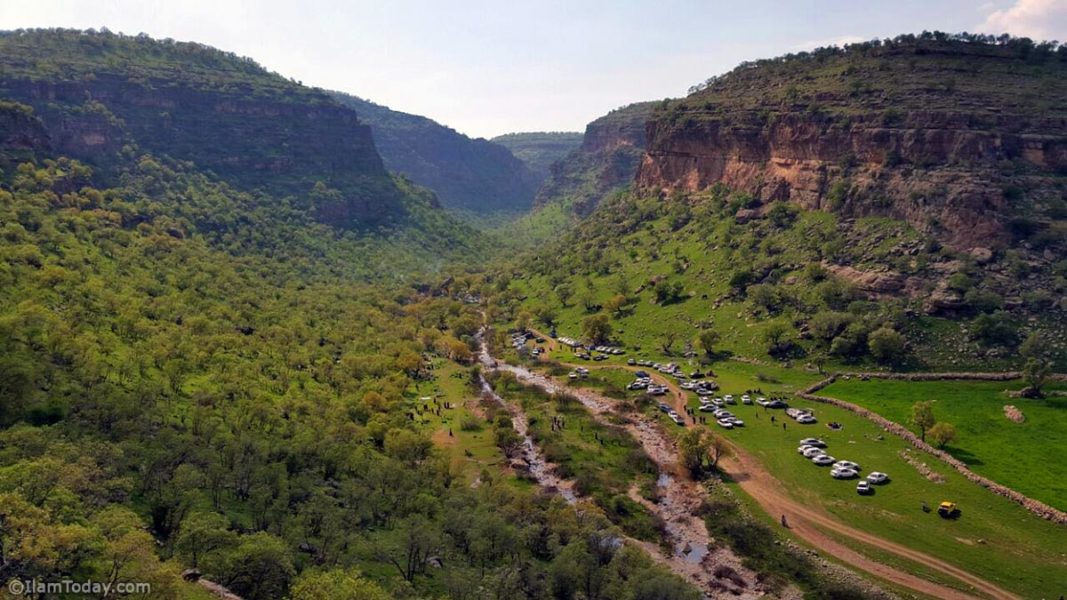
بانکول آسمان‌آباد

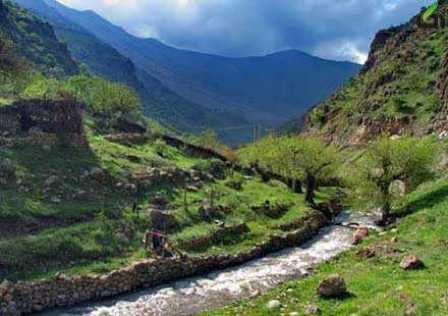
بانکول ایوان

کوه بانکول در شمال ایلام با مختصات ۳۳٫۸۶۵۲° N, 46.3721° E واقع شده و ارتفاعش ۲۳۰۴ متر است. این کوه از شمال غربی به سوی جنوب شرقی با طول ۳۰ کیلومتر و با عرض متوسط شش کیلومتر کشیده شده‌است. رودخانه‌های مورت، گنگیر و آب زنگوان از این کوه سرچشمه می‌گیرند. این کوه دارای جنگل است و از سوی جنوب شرقی به کوه مانشت می‌پیوندد. جادهٔ کرمانشاه به ایلام از غرب کوه بانکول می‌گذرد.

## موقعیت
این رشته‌کوه از شمال و شمال شرق مشرف به شهرستان ایوان است و از جنوب و جنوب غرب به شهر آسمان‌آباد و در نهایت به کوه مانشت در شهرستان‌های چرداول و ایوان می‌پیوندد. این منطقه دارای جنگل‌های بلوط و مرتع است که به علت عبور جادهٔ ایلام-سرابله و همواری نسبی، وسعت قابل توجه و امکان دسترسی سهل و آسان به آن، در فصل بهار قابلیت پذیرش جمعیت بسیار زیادی را به‌وجود آورده و یکی از مکان‌های اکوتوریسم طبیعی در غرب ایران است.
در روزهای تعطیلات بهاری بسیاری از مردم منطقه با برپایی کمپ‌ها و چادرهای موقت، مدتی را در جنگل‌ها و ارتفاعات این منطقه می‌گذرانند.

## تهدیدات زیست‌محیطی
منابع طبیعی زیست‌بوم بانکول در سال‌های اخیر به شدت مورد تهدید قرار گرفته‌است. از جمله موارد بسیار مهم در این زمینه، تغییر کاربری منابع طبیعی آن با اهداف صنعتی و غیر صنعتی است. تصاویر زیر دو نمونه از موارد تغییر کاربری و تخریب کامل جنگل در طول ۲۰ سال گذشته را نشان می‌دهد. تعامل انسان برای کسب منفعت شخصی یا سوءمدیریت در چنین مواردی می‌تواند عواقب ناگواری برای جنگل‌های بانکول به همراه داشته باشد.

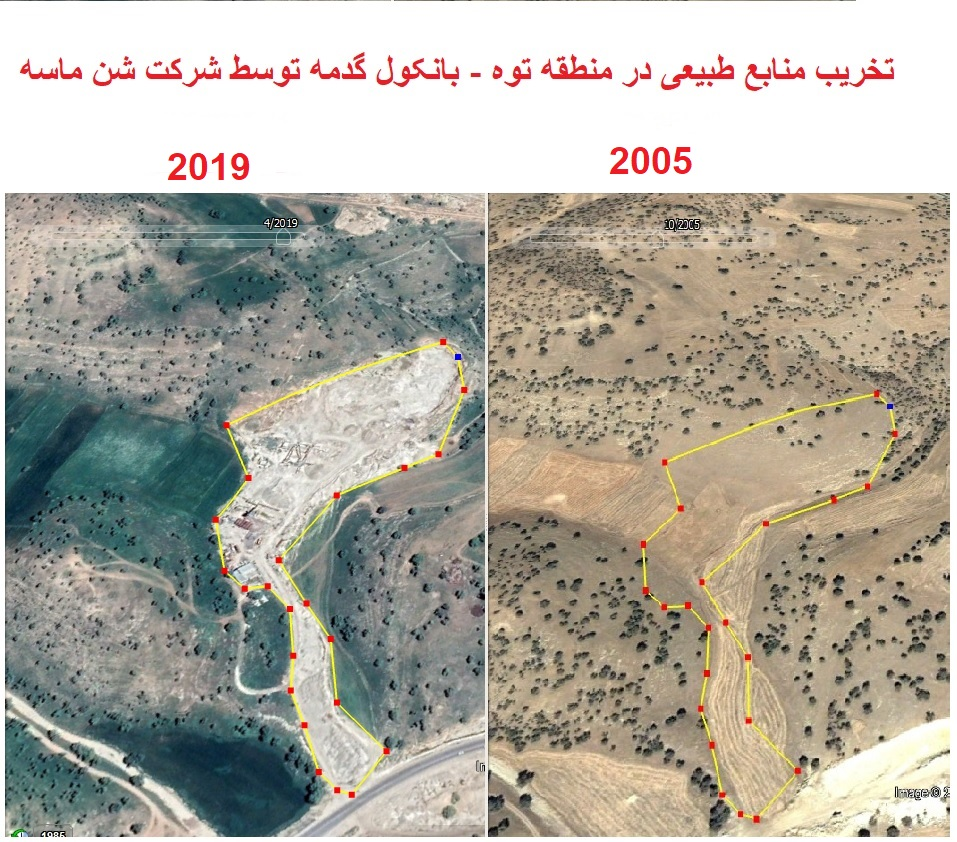
نمونه‌ای از میزان تخریب در منطقهٔ بانکول گدمه

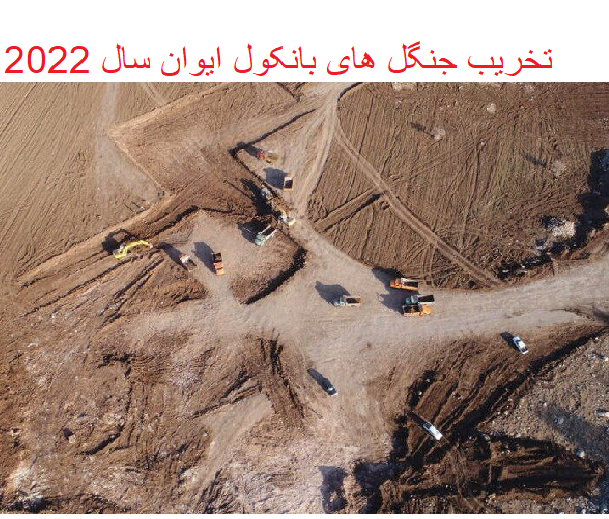
نمونه‌ای از میزان تخریب در منطقهٔ بانکول ایوان